# Gerbillus nigeriae
Gerbillus nigeriae és una espècie de mamífer rosegador de la família dels múrids. Viu a Burkina Faso, Mali, Mauritània, el Níger, Nigèria i el Txad. Els seus hàbitats naturals són les zones sorrenques i els camps de conreu. És una espècie en risc mínim, és a dir, no sembla que hi hagi cap amenaça significativa per a la seva supervivència. El seu nom específic, nigeriae, significa ‘de Nigèria’ en llatí.